# Silla (Kullamaa)
Silla – wieś w Estonii, w prowincji Lääne, w gminie Kullamaa. W 2005 roku wieś zamieszkiwało 36 osób.